# Thinodytes cephalon
Thinodytes cephalon är en stekelart som först beskrevs av Walker 1843.  Thinodytes cephalon ingår i släktet Thinodytes och familjen puppglanssteklar. Inga underarter finns listade i Catalogue of Life.